# Hlaváčové z Vojenic
Hlaváčové z Vojenic (také Vojenští z Vojenic) je jméno české vladycké rodiny, doložené v 16. a 17. století.

## Historie
Na počátku 16. století žili čtyři bratři, Václav, který zemřel v roce 1522, Mikuláš, Pavel a Jindřich, který se připomíná roku 1522. Mikuláš držel před rokem 1519 Chotětice a koupil okolo roku 1526 Chvalovice. Zemřel asi v roce 1538. Jeho potomstvo bylo při penězích. Kdežto potomci ostatních bratrů (Václav 1547–1549 na Holušicích, manželka Marjana z Písnice, Jaroslav 1596–1603 na Lhotce a zemřel roku 1617, manželka Eva z Jedlčan, jeho bratr Šťastný roku 1595) na malých statcích nebo v chudobě živořili. Mikulášovi synové byli Adam a Mikuláš. Mikuláš seděl od roku 1545 s manželkou Kateřinou z Blanice na Chvalovicích a zplodil syny Viléma a Jana. Vilém (od roku 1569 na Chvalovicích) byl zavražděn Karlem Zárubou z Hustířan a Jan, který se připomíná roku 1580, záhy zemřel, zanechal sirotka Adama, pro nějž jeho poručník Mikuláš st. přikoupil dva dvory ve Chvalovicích. Adam pak držel Ratěnice, které roku 1602 prodal. Mikuláš připomínající se v letech 1546–1592 Adamův (později řečený starší) bratr, držel do roku 1576 Hřiby. Po vymření Blanických z Blanice zdědil roku 1584 Cerhenky a měl také Chvalovice. Jeho manželkou byla Anna z Budova. Jeho starší syn Karel připomínající se roku 1599 dostal Chvalovice, které roku 1609 prodal, od roku 1600 držel pozemky v Kolíně (Kravaře, dům) a roku 1614 koupil Kbel. Když mu tu roku 1622 zloději kradli na poli, začal je pronásledovat až do Chocenic, tam byl hrozným způsobem od nich zavražděn. Poněvadž neměl ani děti ani manželku, byli všechny jeho statky zabrány královskou komorou. Jeho bratr Jindřich ztratil Cerhenky v roce 1623 a dostal něco z pozůstalosti bratra. Koupil Rtišovice a zemřel v roce 1636. Jeho sestra Kateřina umřela v roce 1624. Od roku 1612 měla za manžela Jana Balbina z Orličné. Jeho syn Jindřich Ferdinand prodal roku 1644 Rtišovice a toho roku koupil Petrovice, které zdědila jeho manželka Johanka Lidmila Šleglovská ze Šicendorfu a roku 1649 je prodala. Neměl žádné potomky. Jeho sestry byly Magdalena Polyxena poprvé vdaná Winklerhoferová a podruhé vdaná Radecká a Sabina Estera vdaná Schwartzová. Ostatní členové této rodiny zůstali v chudobě.

## Erb
Červený štít a na něm ruka ve zbroji držící meč.